# هال بريسكوت
هال بريسكوت (بالإنجليزية: Hal Prescott)‏ هو لاعب كرة قدم أمريكية أمريكي، ولد في 18 أكتوبر 1920 في أبيلين في الولايات المتحدة، وتوفي في 1 مايو 2002 في سيسكو في الولايات المتحدة.